# Estado Nacional Legionário
```
   |-
       |
Erro:
:  
valor não especificado para "
nome_comum
"

   |-
       | 
Erro:
:  
valor não especificado para "
continente
"
```

O Estado Nacional Legionário (em romeno:  Statul Național Legionar) foi um regime totalitário fascista que governou o Reino da Romênia durante cinco meses, de 14 de setembro de 1940 até à sua dissolução oficial em 14 de fevereiro de 1941. O regime foi liderado pelo General Ion Antonescu em parceria com a Guarda de Ferro, a organização romena ultranacionalista, antissemita e anticomunista. Embora a Guarda de Ferro estivesse no governo romeno desde 28 de junho de 1940, em 14 de setembro alcançou o domínio, levando à proclamação do Estado Nacional Legionário.
Em 27 de setembro de 1940, a Romênia retirou-se do Pacto dos Balcãs. Em 8 de outubro, as tropas nazistas alemãs começaram a cruzar a Romênia e logo somavam mais de 500.000. Em 23 de novembro, a Romênia aderiu formalmente às Potências do Eixo. Em 27 de Novembro, 64 antigos dignitários ou oficiais foram executados pela Guarda de Ferro no Massacre de Jilava. A já dura legislação antissemita foi alargada, incluindo a expropriação de propriedades rurais de propriedade de judeus em 4 de outubro, seguida de florestas em 17 de novembro e, finalmente, por transporte fluvial em 4 de dezembro.
Em 20 de janeiro de 1941, a Guarda de Ferro tentou um golpe de Estado, combinado com um pogrom contra os judeus de Bucareste. Em quatro dias, Antonescu suprimiu com sucesso o golpe e a Guarda de Ferro foi forçada a deixar o governo. Sima e muitos outros Legionários refugiaram-se na Alemanha Nazista, enquanto outros foram presos. Antonescu aboliu formalmente o Estado Nacional Legionário em 14 de fevereiro de 1941.

## Prelúdio
A Guarda de Ferro formou pela primeira vez uma aliança com o governo romeno no início de 1938, quando o então primeiro-ministro Octavian Goga concluiu um acordo com o líder da Guarda de Ferro, Corneliu Zelea Codreanu, em 8 de fevereiro de 1938, para uma cooperação limitada. Contudo, este arranjo político desagradou ao rei Carlos II, que demitiu Goga em 11 de fevereiro e o substituiu pelo Patriarca Miron Cristea.
Entre 28 de junho e 4 de julho de 1940, Horia Sima, o líder nominal da Guarda de Ferro após a morte de Codreanu, serviu como Subsecretário de Estado no Ministério da Educação. A Guarda de Ferro foi trazida para o gabinete de Ion Gigurtu, que assumiu o poder em 4 de julho de 1940, após a ocupação soviética da Bessarábia e do norte da Bucovina. Três Guardistas foram nomeados para o novo governo: Vasile Noveanu como Ministro da Saúde Pública, Sima como Ministro da Religião e Artes e Augustin Bideanu como Subsecretário de Estado do Ministério das Finanças. No entanto, Sima renunciou em 7 de julho, porque lhe foi negado um gabinete puramente guardista, enquanto os seus dois colegas mantiveram os seus cargos. Um apoiador e ideólogo da Guarda de Ferro, Nichifor Crainic, tornou-se Ministro da Propaganda. Após a renúncia de Sima em 7 de julho, ele foi substituído por outro Guardista, Radu Budișteanu.

## Território e população
O território do Estado Nacional Legionário ascendia a cerca de 195.000 km2 (ou pouco mais de 75.000 milhas quadradas). Tinha o mesmo território que a Romênia moderna, com excepção da Transilvânia do Norte, que tinha sido cedida à Hungria na sequência da Segunda Arbitragem de Viena. Também possuía diversas ilhas no Delta do Danúbio, bem como a Ilha das Serpentes no Mar Negro. Estes fazem parte da Ucrânia desde 1948.
Um censo romeno foi realizado em 6 de abril de 1941 e registrou uma população de 13.535.757. Embora o censo tenha sido realizado quase dois meses após a dissolução do Estado Nacional Legionário, as fronteiras da Roménia eram as mesmas.

## História

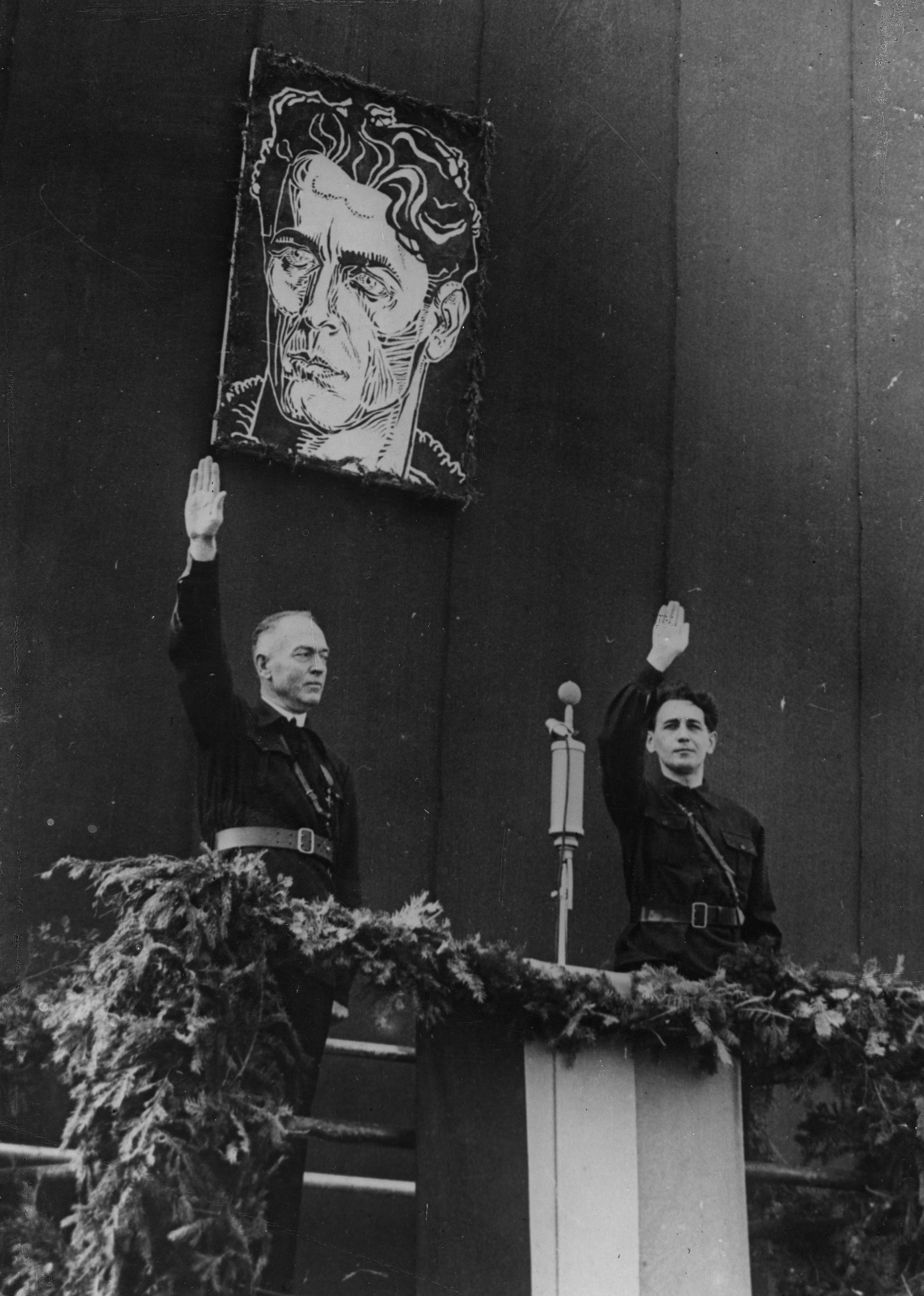
Ion Antonescu e Horia Sima, os líderes do Estado Nacional Legionário

O rei Carlos II foi forçado a abdicar em 6 de setembro de 1940 e foi substituído por seu filho de 19 anos, Michael . O primeiro ato do novo rei foi conceder ao General Ion Antonescu poder ilimitado como Conducător (líder) da Roménia, relegando-se a um papel cerimonial. Um decreto de 8 de setembro definiu melhor os poderes de Antonescu. Para manter o controle do país e, ao mesmo tempo, conceder o papel de liderança à Guarda de Ferro, Antonescu fez com que o rei Miguel proclamasse a Romênia como Estado Legionário Nacional em 14 de setembro. O Movimento Legionário/Guarda de Ferro tornou-se o "único movimento reconhecido no novo estado", tornando a Roménia um país totalitário.
Antonescu tornou-se o líder honorário da legião, com Sima tornando-se vice-primeiro-ministro. Cinco outros Guardistas tornaram-se ministros, entre eles o Príncipe Mihai Sturza (Ministro das Relações Exteriores) e o General Constantin Petrovicescu (Ministro do Interior). Prefeitos Legionários foram nomeados em todos os cinquenta condados romenos. A Guarda recebeu quatro pastas: Interior, Educação, Relações Exteriores e Cultos. Além disso, a maioria dos secretários e diretores permanentes dos ministérios também eram Guardistas. Como força política dominante, a Guarda também controlava os serviços de imprensa e de propaganda.
Em 6 de outubro de 1940, Antonescu participou de um comício da Guarda de Ferro vestido com uniforme de legionário. Em 8 de outubro, as tropas alemãs começaram a cruzar a Romênia e logo somavam mais de 500.000. Em 23 de Novembro, a Roménia aderiu às Potências do Eixo. Em 27 de novembro, 64 ex-dignitários ou oficiais foram executados pela Guarda de Ferro na prisão de Jilava enquanto aguardavam julgamento (ver Massacre de Jilava). Mais tarde naquele dia, o historiador e ex-primeiro-ministro Nicolae Iorga e o economista Virgil Madgearu, ex-ministro do governo, foram assassinados. No dia 1 de Dezembro, outro comício da Guarda de Ferro teve lugar em Alba Iulia para comemorar os 22 anos da União da Transilvânia com a Romênia. Antonescu compareceu novamente e fez um discurso.
Após a proclamação do Estado Nacional Legionário  em 14 de setembro, a Legião tornou-se o partido no poder, mas teve de partilhar o poder executivo com o Exército. O novo regime Legionário tinha uma base ritual baseada no culto ao líder morto da Guarda (Codreanu) e outros mártires Legionários. A exumação, o enterro público e a reabilitação dos "mártires" legionários foram retrospectivamente considerados por Sima como a tarefa mais importante que justificava a ascensão da Legião ao poder. A exumação dos restos mortais de Codreanu e o subsequente enterro (21-23 de novembro) reafirmaram o carisma de Condreanu como a base da ideologia legionária. No dia do enterro de Codreanu, o principal jornal legionário, Cuvântul (A Palavra), escreveu: “É o dia da ressurreição do Capitão. Ele ressuscitou, como prometeu, segundo o Evangelho. sepultura para nos apresentar a própria Romênia, enterrada por esta era pecaminosa". Um jovem Emil Cioran, de vinte e poucos anos, endossou fortemente o culto de Codreanu: “Com exceção de Jesus, nenhum outro ser morto esteve tão presente entre os vivos. esterco e trouxe de volta o céu sobre a Romênia." Logo após o novo enterro de Codreanu, porém, a Legião cometeu o Massacre, matando mais de 60 ex-dignitários. A Legião alcançou assim os seus objetivos: a velha ordem ruiu sob os seus golpes e todos os inimigos da Legião foram punidos. O enterro do corpo de Codreanu ocorreu em 30 de novembro, com a presença de Antonescu, Sima, von Schirach, Bohle e 100.000 Guardas de Ferro.
O decreto que estabeleceu o regime Nacional  Legionário em 14 de setembro colocou Antonescu e Sima em pé de igualdade. Em 28 de outubro, Sima acusou Antonescu de violar o decreto ao permitir o funcionamento dos partidos democráticos. Ele afirmou que tal diversidade política era contrária aos princípios de um estado totalitário. Sima também queria aplicar os princípios nazistas à economia romena, a fim de colocá-la sob controle centralizado. Dirigiu uma carta neste sentido a Antonescu no dia 16 de outubro, mas este rejeitou a ideia. As relações entre Antonescu e a Guarda chegaram ao limite após o Massacre de Jilava. Apesar da tensão crescente, as duas partes conseguiram uma trégua momentânea, que permitiu a um legionário manter o cargo de Chefe da Polícia de Bucareste, mas previu a condenação pública dos assassinatos de Jilava.
Vários decretos antissemitas foram promulgados pelo Estado Nacional Legionário. As propriedades rurais de propriedade de judeus foram expropriadas em 4 de outubro, seguidas por florestas em 17 de novembro e, finalmente, por transporte fluvial em 4 de dezembro.
Em 10 de novembro de 1940, o Estado Nacional Legionário enfrentou um grande terremoto que destruiu 65.000 casas.

### Desenvolvimentos externos
No início de outubro de 1940, 15 mil soldados alemães foram destacados para a RomÊnia para proteger as refinarias de petróleo em Ploiești, que eram essenciais para o esforço de guerra alemão. Esta acção unilateral alemã, levada a cabo sem consultar Benito Mussolini (aliado de Hitler no Eixo e líder da Itália Fascista), levou este último a lançar uma invasão da Grécia. A guerra greco-italiana que se seguiu resultou num erro militar, quando os gregos contra-atacaram e ocuparam partes da Albânia governada pelos italianos durante meio ano. A entrada de tropas alemãs na Roménia não foi uma invasão, no entanto, como ocorreu com a aprovação de Antonescu. As primeiras tropas alemãs chegaram à Roménia a 10 de Outubro, em parte como resposta ao pedido de assistência militar de Antonescu, para além do seu principal objectivo de defender os campos petrolíferos romenos. Posteriormente, a Romênia aderiu ao Pacto Tripartite e ao Pacto Anticomintern em 23 e 25 de Novembro, respectivamente. Apesar deste estreitamento das relações com a Alemanha, a minoria alemã na Roménia (que ascendia a 300.000 após as perdas territoriais da Roménia) não foi totalmente poupada ao processo de romenização. Embora poucos alemães do Banato e da Transilvânia tenham sido repatriados para o Reich, o número de alemães étnicos do sul da Bucovina e Dobruja que foram repatriados ascendeu a 76.500. A convenção germano-romena que sancionou estas repatriações foi assinada em 22 de outubro de 1940. De acordo com a convenção, o Estado romeno recebeu os bens anteriormente possuídos pelos alemães repatriados em troca do pagamento de uma indemnização ao Reich. As propriedades recém-adquiridas (terrenos e casas) seriam utilizadas pelo Estado romeno para acomodar refugiados de etnia romena provenientes da Bulgária, deslocados na sequência do Tratado de Craiova. Em 4 de Dezembro, foi assinado um acordo comercial de dez anos entre a Roménia e a Alemanha, que prevê a "reconstrução económica" da Romênia.
Em 27 de setembro de 1940, a Romênia retirou-se do Pacto dos Balcãs. Nesse mesmo dia, foi assinado um acordo comercial com um dos membros do Pacto, a Turquia. Em 19 de dezembro, foi assinado outro acordo comercial entre a Romênia e a Iugoslávia, outro membro do Pacto dos Balcãs. Durante os últimos dias do Estado Nacional Legionário, em 10 e 12 de fevereiro, a Grã-Bretanha e a Bélgica cortaram relações com a Romênia.
As escaramuças fronteiriças com a União Soviética abrangeram toda a duração do Estado Legionário Nacional. No outono de 1940, os soviéticos ocuparam várias ilhas romenas no Delta do Danúbio. Incidentes de fronteira ocorriam diariamente. As tropas soviéticas concentraram-se na fronteira romena, as aeronaves soviéticas fizeram incursões incessantes no espaço aéreo da Roménia e - em Janeiro de 1941 - os navios soviéticos tentaram entrar em águas romenas à força. As tensões atingiram o pico em janeiro de 1941, quando os soviéticos exigiram, por ultimato, o controle do Delta do Danúbio. Os confrontos fronteiriços ocorreram perto de Galați (Condado de Covurlui), onde os romenos estavam minando o Danúbio, durante os quais entre 26 e 100 pessoas foram mortas em ambos os lados.

### Dissolução
Em 20 de janeiro de 1941, a Guarda de Ferro tentou um golpe de Estado, combinado com um pogrom contra os judeus de Bucareste. Em 22 de janeiro, no auge da Rebelião, a Guarda de Ferro executou o assassinato ritual de 200 judeus no matadouro de Bucareste, enquanto os Guardistas cantavam hinos cristãos, "um ato de ferocidade talvez único na história do Holocausto". Em quatro dias, Antonescu suprimiu o golpe com sucesso. A Guarda de Ferro foi forçada a sair do governo. Sima e muitos outros legionários refugiaram-se na Alemanha, enquanto outros foram presos. Antonescu aboliu o Estado Nacional Legionário, em seu lugar declarando a Roménia um "Estado Nacional e Social".
A supressão da Rebelião também forneceu alguns dados sobre o equipamento militar utilizado pela Guarda de Ferro, totalizando 5.000 armas de fogo (revólveres, rifles e metralhadoras) e numerosas granadas somente em Bucareste. A Legião também possuía uma pequena força blindada de dois carros blindados de polícia e dois porta-aviões blindados Malaxa UE. Para o transporte, só em Bucareste, a Legião também possuía quase 200 camiões.
Em 14 de fevereiro de 1941, o Estado Nacional Legionário foi formalmente abolido. Mais de 9.000 pessoas implicadas na Rebelião Legionária foram posteriormente detidas, das quais quase 2.000 (1.842, para ser exato) foram condenadas a várias penas, que vão desde alguns meses até prisão perpétua.

## Produção militar

### Armas
Entre 1938 e junho de 1941, a Romênia produziu mais de 5.000 ZB vz. 30 metralhadoras leves. Isto representa uma produção média mensal de mais de 120 metralhadoras, o que significa que cerca de 500 foram produzidas pelo Estado Legionário Nacional durante os seus 4 meses de existência.

### Peças de artilharia
Entre 1938 e maio de 1941, a Romênia produziu 102 canhões antiaéreos Rheinmetall 37 mm. Isto representa uma produção média mensal de 2,5 peças, o que significa que cerca de 10 foram produzidas pelo Estado Nacional Legionário durante os seus 4 meses de existência.
Entre 1936 e julho de 1941, a Romênia produziu 100 canhões antiaéreos Vickers de 75 mm. Isto representa uma produção média mensal de 1,5 peças, o que significa que cerca de 6 foram produzidas pelo Estado Nacional Legionário durante os seus 4 meses de existência.

### Veículos blindados
Entre a segunda metade de 1939 e março de 1941, a Romênia produziu 126 tratores blindados Malaxa. Isto representa uma produção média mensal de pouco mais de 6 tratores, o que significa que cerca de 25 foram produzidos pelo Estado Nacional Legionário durante os seus 4 meses de existência.

### Aeronaves
Durante o Estado Nacional Legionário, entre outubro e dezembro de 1940, foram entregues 20 bombardeiros leves IAR 39. Entre abril de 1939 e março de 1943, a Romênia produziu 210 treinadores Fleet 10G. Isto representa uma produção média mensal de 4,5 aeronaves, o que significa que cerca de 17 foram produzidas pelo Estado Nacional Legionário durante os seus 4 meses de existência.

## Legado
Segundo o historiador britânico Dennis Deletant: “Assim terminou um capítulo único na história do fascismo na Europa. A Guarda foi o único movimento radical da direita na Europa a chegar ao poder sem a ajuda da Alemanha ou da Itália, e o único a ser derrubado durante o domínio da Alemanha Nazista na Europa continental.".
O Estado Legionário Nacional inaugurou a adesão da Romênia ao Eixo, primeiro de facto ao acolher o Exército Alemão no país, e pouco depois, de jure através da assinatura dos Pactos Tripartide e AntiComintern. Também eliminou a maior parte da classe política tradicional da Roménia durante o massacre de Jilava, antes de ser reprimido em Janeiro de 1941 e depois formalmente abolido em Fevereiro. Filmagens de vários discursos historicamente valiosos sobreviveram da era do Estado Legionário Nacional, como um discurso conjunto de Antonescu e Sima  e o funeral do fundador da Guarda, Corneliu Zelea Codreanu.

### Selos do Estado Nacional Legionário

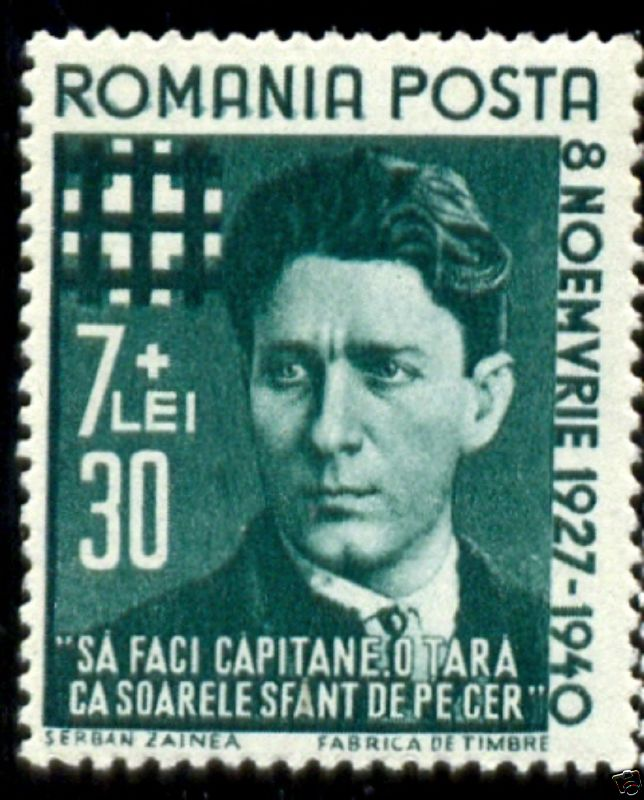
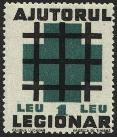
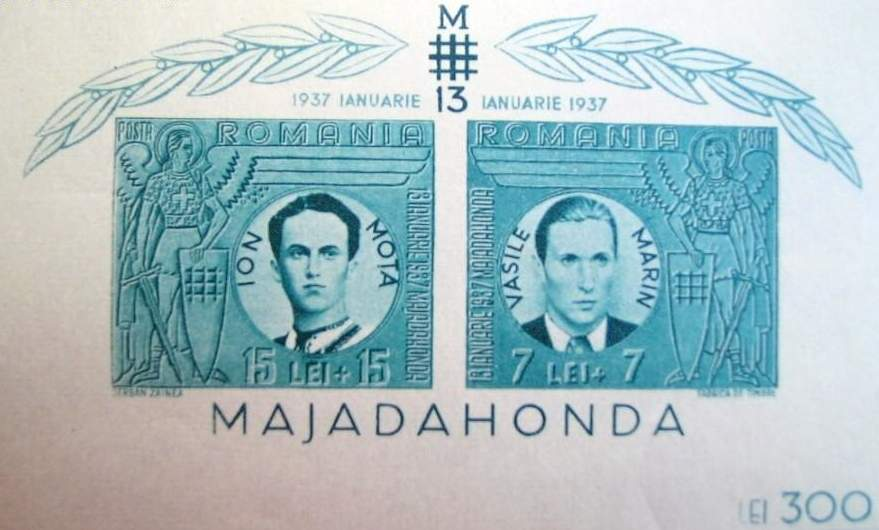